# Ángeles (Boimorto)
Ángeles o Santa María de Ángeles (llamada oficialmente Santa María dos Ánxeles) es una parroquia y lugar español del municipio de Boimorto, en la provincia de La Coruña, Galicia.

## Entidades de población
Entidades de población que forman parte de la parroquia:
- Ánxeles
- Campo da Lanza (O Campo da Lanza)
- Corredoiras (As Corredoiras)
- Peroja (A Peroxa)
- Anguieiro
- Coto Salgueiro (O Coto Salgueiro)
- La Iglesia (A Igrexa)
- Liñeiro
- Pedreira (A Pedreira)
- Queiroa (A Queiroa)
- Quintás (As Quintás)
- Verea (A Verea)
- Vilar (O Vilar)

## Demografía

### Parroquia
| Gráfica de evolución demográfica de Ángeles (parroquia) entre 2000 y 2018 |
|                                                                           |
| Datos según el nomenclátor publicado por el INE.                          |

### Lugar
| Gráfica de evolución demográfica de Ánxeles (lugar) entre 2000 y 2018 |
|                                                                       |
| Datos según el nomenclátor publicado por el INE.                      |